# IC 975
IC 975 ist eine elliptische Galaxie vom Hubble-Typ E? im Sternbild Bärenhüter am Nordsternhimmel. Sie ist schätzungsweise 802 Millionen Lichtjahre von der Milchstraße entfernt.
Das Objekt wurde am 22. Juli 1892 von dem französischen Astronomen Stéphane Javelle entdeckt.